# 新平镇 (新津县)
新平镇，是中华人民共和国四川省成都市新津区曾经下辖的一个镇。2019年12月，撤销文井乡、新平镇，设立宝墩镇。

## 行政区划
新平镇撤销前下辖以下地区：
太平场社区、仙鹤村、迎先村、狮子村、董大桥村、双石村、宝墩村、龙马村和万街村。